# Gubskaja
Gubskaja (ros. Губская) – stanica w Rosji, w Kraju Krasnodarskim, w rejonie mostowskim. W 2010 liczyła 3221 mieszkańców.